# Samora Machel (Wahlkreis)
Samora Machel, ehemals Wanaheda, ist ein Wahlkreis der Windhoeker Vorstadt Wanaheda in der Region Khomas in Namibia. Der Kreis hat eine Fläche von 20,3 Quadratkilometern und gut 92.500 Einwohner (Stand 2023).
Der Wahlkreis wurde 2003 nach dem ehemaligen mosambikanischen Staatspräsidenten Samora Machel (bis dahin trug er den Namen Wanaheda) benannt.

## Wahlen
| Wahl | Name             | Partei | Stimmenanteil |
| ---- | ---------------- | ------ | ------------- |
| 1992 |                  |        |               |
| 1998 | Marten Kapewasha | SWAPO  | 95,3 %        |
| 2004 | John Ya Otto     | SWAPO  | 82,8 %        |
| 2010 | Abisai Angula    | SWAPO  | 86,2 %        |
| 2015 | Fanuel Shivute   | SWAPO  | 89,1 %        |
| 2020 | Nestor Kalola    | SWAPO  | 42,1 %        |